# فرقة المشاة الهندية العاشرة
فرقة المشاة الهندية العاشرة فرقة مشاة من الجيش الهندي خلال الحرب العالمية الثانية. خلال أربع سنوات، سافرت الفرقة إلى أكثر من 4,000 ميل (6,400 كـم) من طهران إلى ترييستي، خاضت ثلاث حروب صغيرة، وخاضت حملتين كبيرتين: الحرب الأنجلو-عراقية، الحملة السورية اللبنانية، الغزو الأنجلو-سوفيتي لإيران، حملة شمال إفريقيا والحملة الإيطالية.

## التاريخ

### الحرب العالمية الثانية
تم تشكيل الفرقة الهندية في يناير كانون الثاني عام 1941، من الألوية كتائب المشاة 20 و21 و25. بقيادة اللواء وليام "بيل" سليم، هبطت في البصرة في أبريل، صعدت الفرات واستولت على بغداد وحقول النفط في الموصل كجزء من الحرب الأنجلو-عراقية. 

## قائد ضباط العامة
من 
- الميجور جنرال واك فريزر (من يناير 1941 إلى مايو 1941)
- اللواء ويليام سليم (من مايو 1941 إلى مارس 1942)
- اللواء تيس ريس (من مارس 1942 إلى يونيو 1942)
- الميجر جنرال شبيبة نيكولز (يونيو 1942 إلى يوليو 1942)
- اللواء أب بلاكسلاند (من يوليو 1942 إلى يوليو 1943)
- الميجور جنرال دبليو إل لويد (من يوليو 1943 إلى يناير 1944)
- اللواء دي دبليو ريد (من يناير 1944 إلى نهاية الحرب)